# Kunaszów
Kunaszów (ukr. Кінашів) – wieś na Ukrainie, w  obwodzie iwanofrankiwskim, w rejonie halickim. 
W II Rzeczypospolitej w powiecie rohatyńskim województwa stanisławowskiego – początkowo ośrodek administracyjny gminy Kunaszów (niekiedy błędnie Kumaszów), a od 1934 r. w gminie Bołszowce. W 1944 nacjonaliści ukraińscy z OUN-UPA zamordowali tutaj 6 Polaków.